# 48422 Schrade
48422 Schrade este un asteroid din centura principală de asteroizi.

## Descriere
48422 Schrade este un asteroid din centura principală de asteroizi. A fost descoperit pe 3 noiembrie 1988 la Tautenburg de Freimut Börngen. El prezintă o orbită caracterizată de o semiaxă mare de 2,30 ua, o excentricitate de 0,17 și o înclinație de 8,2° în raport cu ecliptica.